# Altes und Neues
Altes und Neues ist ein im Marxismus gebrauchtes Begriffspaar, das durch die Auseinandersetzung mit dem hegelschen dialektischen Denken geprägt ist. Es beschäftigt sich mit der widersprüchlichen Entwicklung von Altem und Neuen, insbesondere wie sich aus dem Alten das Neue entwickelt und wie im Neuen das Alte auf höherer Stufe aufgehoben ist. Oft gilt die Revolution oder die sozialistische Ordnung als das Neue, das sich aus der alten Ordnung entwickelt, und deren Widersprüche beseitigt.

## Marx und Engels
Wenngleich das Begriffspaar von Altem und Neuen mitunter im Zusammenhang mit der hemmenden Rolle alter wissenschaftlicher Tradition auf neue Erkenntnisse gebraucht wird, in Zusammenhang mit der Verwechslung neuer gesellschaftlicher Schöpfungen mit alten, vergangenen Formen oder der Behauptung des Alten im Neuen usw. wird es vor allem im Zusammenhang mit der allgemeinen geschichtlichen Entwicklung, mit der Entwicklung der gesellschaftlichen Produktivkräfte und speziell dem revolutionären Übergang aus der alten kapitalistischen Ordnung in eine sozialistische/kommunistische Gesellschaft verwendet.
Schon in den Briefen aus den Deutsch-Französischen Jahrbüchern wird von Marx der „Vorzug der neuen Richtung“ seines Denkens darin gesehen, „daß wir nicht dogmatisch die Welt antizipieren, sondern erst aus der Kritik der alten Welt die neue finden wollen.“
In der deutschen Ideologie wird die Geschichte dann als ein Prozess begriffen, in dem die sich entwickelnden Produktivkräfte eine „zusammenhängende Reihe von Verkehrsformen [bilden], deren Zusammenhang darin besteht, dass an die Stelle der früheren, zur Fessel gewordenen Verkehrsform eine neue, den entwickelteren Produktivkräften und damit der fortgeschrittenen Art der Selbstbetätigung der Individuen entsprechende gesetzt wird, die a son tour wieder zur Fessel und dann durch eine andre ersetzt wird. Da diese Bedingungen auf jeder Stufe der gleichzeitigen Entwicklung der Produktivkräfte entsprechen, so ist ihre Geschichte zugleich die Geschichte der sich entwickelnden und von jeder neuen Generation übernommenen Produktivkräfte und damit die Geschichte der Entwicklung der Kräfte der Individuen selbst.“
Dieser Gedanke findet sich auch im bekannten Vorwort Zur Kritik der politischen Ökonomie ausformuliert: „Eine Gesellschaftsformation geht nie unter, bevor alle Produktivkräfte entwickelt sind, für die sie weit genug ist, und neue höhere Produktionsverhältnisse treten nie an die Stelle, bevor die materiellen Existenzbedingungen derselben im Schoß der alten Gesellschaft selbst ausgebrütet worden sind. Daher stellt sich die Menschheit immer nur Aufgaben, die sie lösen kann, denn genauer betrachtet wird sich stets finden, dass die Aufgabe selbst nur entspringt, wo die materiellen Bedingungen ihrer Lösung schon vorhanden oder wenigstens im Prozess ihres Werdens begriffen sind.“
In Engels Ludwig Feuerbach und der Ausgang der klassischen deutschen Philosophie wird die Geschichte (wie auch das Denken, die Wissenschaft) als ein Prozess ohne Abschluss begriffen, in dem sich das Neue beständig aus dem Alten entwickelt. So wären dann „alle nacheinander folgenden geschichtlichen Zustände nur vergängliche Stufen im endlosen Entwicklungsgang der menschlichen Gesellschaft vom Niedern zum Höhern. Jede Stufe ist notwendig, also berechtigt für die Zeit und die Bedingungen, denen sie ihren Ursprung verdankt; aber sie wird hinfällig und unberechtigt gegenüber neuen, höhern Bedingungen, die sich allmählich in ihrem eignen Schoß entwickeln; sie muß einer höhern Stufe Platz machen, die ihrerseits wieder an die Reihe des Verfalls und des Untergangs kommt.“
Näher beschäftigen sich Marx und Engels mit der Entstehung des Neuen aus dem Alten in Bezug auf die Entwicklung der kapitalistischen Produktionsweise. So formuliert Marx mit Bezug auf die bürgerlichen Revolutionen: „Die neue, bürgerliche, auf ganz andern Grundlagen, auf einer veränderten Produktionsweise beruhende Gesellschaft mußte auch die politische Macht an sich reißen; sie mußte sie den Händen entreißen, welche die Interessen der untergehenden Gesellschaft vertraten, eine politische Macht, deren ganze Organisation aus ganz verschiedenen materiellen Gesellschaftsverhältnissen hervorgegangen war. Daher die Revolution.“ Der mit der Entstehung der kapitalistischen Produktionsweise sich entwickelnde „Maschinenbetrieb erhob sich zuvor ... naturwüchsig auf einer ihm unangemeßnen materiellen Grundlage. Auf einem gewissen Entwicklungsgrad mußte er diese erst fertig vorgefundne und dann in ihrer alten Form weiter ausgearbeitete Grundlage selbst umwälzen und sich eine seiner eignen Produktionsweise entsprechende neue Basis schaffen.“ Die kapitalistische Produktionsweise tendiere im Folgenden dazu, alle „altertümlichen und Übergangsformen [zu zerstören], wohinter sich die Herrschaft des Kapitals noch teilweise versteckt [hatte], [um] sie durch seine direkte, unverhüllte Herrschaft [zu ersetzen].“ Mit der kapitalistischen Entwicklung verbunden war für Marx das Erstarken der Arbeiter zur Klasse, die die Produktionsweise revolutionieren könnte. So wachse aus „der alten Welt mit ihrem sozialen Elend und ihrem politischen Wahnsinn eine neue Gesellschaft herauf“. Die Arbeiterklasse werde in langen Kämpfen „jene höhre Lebensform [hervorarbeiten], der die gegenwärtige Gesellschaft durch ihre eigne ökonomische Entwicklung unwiderstehlich entgegenstrebt, ... Sie hat keine Ideale zu verwirklichen; sie hat nur die Elemente der neuen Gesellschaft in Freiheit zu setzen, die sich bereits im Schoß der zusammenbrechenden Bourgeoisgesellschaft entwickelt haben.“

## Lenin
Lenin erweitert die Nutzung des Begriffspaares, indem er es auf die Ebene der Politik und des Klassenkampfs überträgt. Die Begriffe dienen Lenin nach Gerard Bensussans Auffassung dazu, „Positionen und Orte zu kennzeichnen oder auch Prinzipien und Handlungen zu bezeichnen: Sie dienen Lenin also mit anderen Worten dazu, konkret zu beurteilen, worum es in den Klassenkämpfen jeweils geht und in welchen Formen sie ausgetragen werden.“ So fuße die konkrete Analyse einer konkreten Situation bei Lenin unter anderem darauf, die alten und die neuen Elemente der Situation zu bilanzieren um eine angemessene Position und passende Handlungsweisen zu bestimmen. Die Geburt des Neuen im Alten betont auch Lenin, weshalb er sich weniger auf die Ergründung einer neuen Macht konzentriere, stattdessen mehr auf ihr Wachstum gegen die alte Macht. So wäre „der jetzige Zustand der Desorganisation ein Zustand des Übergangs ..., des Übergangs vom Alten zum Neuen, ein Zustand des Wachstums dieses Neuen ... Und man begreift, daß die Suche nach dem Neuen nicht sofort solche präzisen, ein für allemal feststehenden, fast erstarrten und unbeweglich gewordenen Formen bieten kann...“ Schließlich komme es darauf an, mit dem in einer konkreten Situation vorfindbaren alten und neuen Elementen strategisch richtig umzugehen: „Es gibt historische Momente, wo es für den Erfolg der Revolution am wichtigsten ist, möglichst viele Trümmer anzuhäufen, d. h. möglichst viele alte Einrichtungen zu sprengen; ... es gibt Zeiten, wo die sorgsame Pflege der Keime des Neuen am wichtigsten ist, die unter den Trümmern ... hervorsprießen. ... Man muß es verstehen, in jedem Augenblick jenes besondere Kettenglied zu finden, das mit aller Kraft angepackt werden muß, um die ganze Kette zu halten und den Übergang zum nächsten Kettenglied mit fester Hand vorzubereiten.“

## Stalin
Während bei Marx und Engels sowie Lenin noch die Bewegung zwischen Altem und Neuem im Vordergrund stand, befand sich unter Stalin zunehmend das endgültige Urteil über Alt und Neu im Zentrum. Dies hatte nach Gerard Bensussan neben theoretischer Unproduktivität auch politische Folgen: „Das Alte und das Neue mußten von nun an den Dienst leisten, neben den anderen Dienstleistungen, zu denen diese Kategorien herangezogen wurden, die Spreu vom Weizen zu trennen. Auf der einen Seite (auf der des „Alten“) treten dann auch in bunter Reihe auf: die allgemeine Relativitätstheorie, die abstrakte Kunst, die Theorie der permanenten Revolution und die trotzkistische Unterschätzung des spezifischen Eigengewichts der Bauernklasse; auf der anderen (der des „Neuen“) finden sich etwa: die Biologie Mitschurins, der sozialistische Realismus, die Theorie des Aufbaus des Sozialismus in einem Land und der Lyssenkoismus ... Der Katalog der bestätigten, überprüften Formen des Alten und des Neuen sowie ihrer Streitigkeiten kann übrigens in einem sowjetischen Werk von 1952 nachgelesen werden...“

## Gramsci
Antonio Gramsci, der unter anderem auch an der Zeitschrift L’Ordine Nuovo (Die neue Ordnung) beteiligt war, interessierte sich in seinen Gefängnisheften für das marxsche Vorwort Zur Kritik der politischen Ökonomie und die oben zitierte Passage. Dies verdeutlicht sich auch in seinen Überlegungen zu gesellschaftlichen Krisen: „Die Krise besteht gerade in der Tatsache, dass das Alte stirbt und das Neue nicht zur Welt kommen kann...“ An anderer Stelle merkt er diesbezüglich an: „Neues kann entstehen, weil entweder eine Situation des Wohlstands ... bedroht ist oder weil der Mißstand unerträglich geworden ist und man in der alten Gesellschaft keine Kraft sieht, die in der Lage wäre, ihn zu lindern und mit legalen Mitteln einen normalen Zustand wiederherzustellen. ... bleibt die Situation unwirksam ... können sich widersprüchliche Konsequenzen ergeben: die alte Gesellschaft widersteht und sichert sich eine Zeit der 'Atempause'...“
In seinen Schriften über den Fordismus formuliert Gramsci den Gedanken, dass durch die Entwicklung der neuen Produktionstechniken bzw. der Produktivkräfte „die Notwendigkeit hervorgebracht [wurde], einen neuen Menschentyp auszuarbeiten, der dem neuen Typus der Arbeit und des Produktionsprozesses konform ist.“

## Brecht
Auch Bert Brecht nutzt in seinem Werk das Begriffspaar des Neuen und Alten. In Brechts Me-ti. Buch der Wendungen formuliert er beispielsweise: „Nun ist sicher, was wir haben, Unordnung, und was wir planen, Ordnung, aber das Neue ergibt sich aus dem Alten und ist seine nächste Stufe. Wir versuchen weniger, etwas ganz Anderes, zu dem es keinen Zugang gibt, durchzusetzen, als den nächsten Schritt zu tun, d. h. den Schluß aus dem Vorhandenen zu ziehen. Das Neue entsteht, indem das Alte umgewälzt, fortgeführt, entwickelt wird.“
Das Alte sagt: So wie ich bin, bin ich seit je.
Das Neue sagt: Bist du nicht gut, dann geh.
Bert Brecht – Leben des Galilei